# Amphicynodontinae
Amphicynodontinae je vjerojatni klad izumrlih životinja iz podreda Arctoidea. Dok jedni smatraju ovu grupu izumrlom potporodicom medvjeda, niz morfoloških dokaza povezuje ih s perajarima, jer su djelomično živjeli u vodi. Prema McKenna i Bell (1997.), Amphicynodontinae se klasificiraju kao perajari u nadporodici Phocoidea. Prema McKenna i Bell (1997.), Amphicynodontinae treba svrstati u polu-perajare u nadporodicu Pinnipedia.
Fosili ovih sisavaca pronađeni su u Europi, Sjevernoj Americi i Aziji. Amphicynodontine ne treba miješati s Amphicyonoidea (medvjedima), zasebnom obitelji zvijeri koja je sestrinski klad od Arctoidea unutar psolikih zvijeri, ali koja se u starijim publikacijama može navesti kao klada izumrlih Arctoidea.

## Sistematika
Potporodica † Amphicynodontinae (Simpson, 1945)
- † Amphicticeps (Matthew i Granger, 1924)
  - † Amphicticeps makhchinus (Wang i sur., 2005.)
  - † Amphicticeps dorog (Wang i sur., 2005.)
  - † Amphicticeps shackelfordi (Matthew i Granger, 1924)
- † Parictis (Scott, 1893.)
  - † Parictis primaevus (Scott, 1893.)
  - † Parictis personi (Chaffee, 1954.)
  - † Parictis montanus (Clark i Guensburg, 1972)
  - † Parictis parvus (Clark i Beerbower, 1967.)
  - † Parictis gilpini (Clark i Guensburg, 1972)
  - † Parictis dakotensis (Clark, 1936.)
- † Kolponomos (Stirton, 1960.)
  - † Kolponomos newportensis ( Tedford i sur., 1994.)
  - † Kolponomos clallamensis (Stirton, 1960.)
- † Allocyon (Merriam, 1930.)
  - † Allocyon loganensis (Merriam, 1930.)
- † Pachycynodon (Schlosser, 1888)
  - † Pachycynodon tedfordi (Wang i Qiu, 2003)
  - † Pachycynodon tenuis (Teilhard de Chardin, 1915)
  - † Pachycynodon filholi (Schlosser, 1888.)
  - † Pachycynodon boriei (Filhol, 1876)
  - † Pachycynodon crassirostris (Schlosser, 1888.)
- † Amphicynodon (Filhol, 1881.)
  - † Amphicynodon mongoliensis (Janovskaja, 1970.)
  - † Amphicynodon teilhardi (Matthew i Granger, 1924)
  - † Amphicynodon typicus (Schlosser, 1888.)
  - † Amphicynodon chardini (Cirot i De Bonis, 1992.)
  - † Amphicynodon cephalogalinus (Teilhard, 1915)
  - † Amphicynodon gracilis (Filhol, 1874)
  - † Amphicynodon crassirostris (Filhol, 1876)
  - † Amphicynodon brachyrostris (Filhol, 1876)
  - † Amphicynodon leptorhynchus (Filhol, 1874)
  - † Amphicynodon velaunus (Aymard, 1846.)